# Črnikovac
Koordinati:   44°15′19″N, 14°45′26″E
Črnikovac je majhen nenaseljen otoček v Jadranskem morju. Pripada Hrvaški.
Otoček leži v severni Dalmaciji, južno od otoka Ist, od katerega je oddaljen okoli 0,3 km. Njegova površina meri 0,038 km². Dolžina obalnega pasu je 0,78 km. Najvišji vrh otočka je visok 17 mnm.